# Magnojević Gornji
Magnojević Gornji je naselje v občini Bijeljina, Bosna in Hercegovina. 

## Deli naselja
Kalajdžić Mahala, Lukendića Mahala, Magnojević Gornji, Rankić Mahala, Sarić Mahala in Trifunović Mahala.

## Prebivalstvo
| Pregled števila prebivalcev po letih | Pregled števila prebivalcev po letih | Pregled števila prebivalcev po letih | Pregled števila prebivalcev po letih | Pregled števila prebivalcev po letih | Pregled števila prebivalcev po letih |
| ------------------------------------ | ------------------------------------ | ------------------------------------ | ------------------------------------ | ------------------------------------ | ------------------------------------ |
| 1948                                 | 1953                                 | 1961                                 | 1971                                 | 1981                                 | 1991                                 |
| -                                    | -                                    | -                                    | 566                                  | 771                                  | 665                                  |

| Narodna sestava prebivalstva po letih                                                                                    | Narodna sestava prebivalstva po letih                                                                                       | Narodna sestava prebivalstva po letih                                                                                      |
| --- | --- | --- |
| 1971 | 1981 | 1991 |
| . skupaj: 566 Srbi 566 (100 %) Hrvati 0 (0,00 %) Muslimani 0 (0,00 %) Jugoslovani 0 (0,00 %) drugi in neznano 0 (0,00 %) | . skupaj: 771 Srbi 743 (96,36 %) Muslimani 1 (0,12 %) Hrvati 0 (0,00 %) Jugoslovani 22 (2,85 %) drugi in neznano 5 (0,64 %) | . skupaj: 665 Srbi 660 (99,24 %) Hrvati 1 (0,15 %) Muslimani 0 (0,00 %) Jugoslovani 2 (0,30 %) drugi in neznano 2 (0,30 %) |